# Hans Scholl
 Der er flere personer med dette navn, se Hans Scholl (astronom).
Hans Fritz Scholl  (født 22. september 1918, død 22. februar 1943) var sammen med søsteren Sophie Scholl medlem af den tyske modstandsgruppe Weiße Rose.
Han blev tillige med søsteren og Christoph Probst dødsdømt i München den 22. februar 1943. Samme dag blev alle tre halshugget med guillotinen.